# Абуладзе, Каленик Сардионович
Каленик Сардионович Абуладзе (1897 ― 20 сентября 1972) ― российский и советский учёный, физиолог, доктор медицинских наук, профессор, заведующей лабораторией физиологии и патологии высшей нервной деятельности Института экспериментальной медицины АМН СССР (1932-1972 гг.), член-корреспондент АМН СССР (1952).

## Биография
Родился в 1897 году.
В 1925 году завершил обучение в Военно-медицинской академии. До 1932 года служил военным врачом в Рабоче-крестьянской Красной Армии.
С 1932 года и до окончания своей жизни работал в Институте экспериментальной медицины АМН СССР в городе Ленинграде, сначала трудился научным сотрудником отдела физиологии, а затем был назначен заведующим лабораторией физиологии и патологии высшей нервной деятельности. Участвовал в военной операции советско-финляндской войны с 1939 по 1940 годы. Принимал участие в Великой Отечественной войне.
В 1950 году защитил диссертацию на соискание степени доктора медицинских наук, на тему: "Безусловные и условные слюнные рефлексы по новой методике раздражения изолированных участков языка".
Является автором многих научных работ по физиологии высшей нервной деятельности. Занимался исследованием и анализом вопросов связанных с такой деятельностью. Автор разработки по оригинальным методическим приемам для исследования условного и безусловного слезотечения у собак. С его участием проходили исследования течений физиологических процессов в коре головного мозга под влиянием разрушения зрительного, слухового и обонятельного рецепторов.
Умер 20 сентября 1972 года в Ленинграде. Похоронен на Богословском кладбище, на площадке Военно-медицинской академии (уч. 33); на могиле — гранитная стела.